# Kevin Thompson
Kevin Lamont  Thompson (ur. 7 lutego 1971 w Winston-Salem) – amerykański koszykarz, występujący na pozycji środkowego.

## Osiągnięcia
Na podstawie, o ile nie zaznaczono inaczej.

### NCAA
- Uczestnik turnieju NCAA (1991)
- Zaliczony do III składu ACC (1992, 1993)

### Drużynowe
- Finalista Pucharu Włoch (1995)
- 4. miejsce w:
  - turnieju FIBA International Christmas Tournament (1996)
  - Pucharze Włoch (1996)
- Uczestnik rozgrywek międzynarodowych pucharu:
  - Koracia (1998/1999, 2000/2001)
  - Saporty (1996/1997, 2000/2001)

### Indywidualne
- MVP
  - ligi tureckiej (1998)
  - kolejki ACB (3, 4, 5, 28 – 2003/2004, 4 – 2004/2005, 22 – 2006/2007)
- Uczestnik meczu gwiazd ligi włoskiej (1997)
- Lider w zbiórkach ligi:
  - hiszpańskiej (2005)
  - tureckiej (1998, 1999)
  - włoskiej (1997)